# チュラマナ
チュラマナ（Churamana）は、それぞれハワイと沖縄県をバックグラウンドとする2人の女性シンガー、上原まきと宮良牧子をメンバーとするアイランド・ミュージック・音楽ユニット。
チュラマナのチュラ（美ら）は琉球方言で、外面ばかりでなく、内面の心や精神的な美しさをさす言葉、マナ（mana）はハワイ語で、自然や人間に宿る精神的な力を意味する言葉である。

## メンバー
- 上原まき （ボーカル、フラ、ウクレレ）
- 宮良牧子 （ボーカル、三線）

## 主なサポートメンバー
- 山内雄喜 （スラックキーギター、ハワイアン・ギター、ウクレレ）
- 神保滋 （ウクレレ）
- ゲレン大嶋 （三線）- 元TINGARA
- 浦清英 （ピアノ、アコーディオン、オルガン）
- 川又トオル （アコースティック・ギター、ウクレレ）
- 元田優香 （パーカッション）
- 中北裕子 （パーカッション）

## ディスコグラフィー
- ふたつの楽園 （2006年6月21日 ビクター）
  1. ウラ・ノ・ヴェオ -Prologue-
  2. コドウ ~いちまでぃん~
  3. アカカ・フォールズ
  4. てぃんさぐぬ花
  5. プア・アヒヒ
  6. ふるさと
  7. プア・アネラ
  8. カナヘレ -Interlude-
  9. 月ぬ美しゃ（つきぬかいしゃ）
  10. 椰子の実
  11. ウラ・ノ・ヴェオ

- 楽園の虹 （2007年5月23日 ビクター）
  1. ヒイラヴェ Hi‘ilawe ～ 赤田首里殿内（あかたすんどぅんち）
  2. アロハ・オエ Aloha Oe
  3. 美らマナ（ちゅらまな）
  4. 花～すべての人の心に花を～
  5. Mana
  6. 海の女王 Rainha do mar
  7. プア・マエオレ Pua Mae‘ole
  8. 安里屋ユンタ（あさどやゆんた）
  9. 心に虹を
  10. 天架きる橋（あまかきるはし）
  11. パウオア・リコ・カ・レフア Pauoa Liko Ka Lehua
  12. 夕焼けの庭

- ku.kulu（ククル） （2009年7月19日 aten）
  1. 満天の星（まんてぃんのほし）
  2. 肝にかかてぃ（ちむにかかてぃ）
  3. パイナップル・プリンセス〜ブルー・ムームー Pineapple Princess~Blue Muumuu
  4. 月の道
  5. ウーマクカマデー
  6. ナナ nana
  7. クウ・レイ・ポイナ・オレ Ku'u Lei Poina 'Ole
  8. エ・クウ・モーニング・デュー E Ku'u Morning Dew
  9. タヒチ・ヌイ Tahiti Nui
  10. さびしいカシの木

- churaloha（チュラアロハ） （2011年8月31日 aten）
  1. 美らマナⅡ
  2. 童神〜Kamalani
  3. Lei Pikake
  4. Lovely Tiare Tahiti
  5. 真砂の道
  6. 恋ぬ花咲かしぶさ
  7. Kananaka
  8. Ke Kali Nei Au
  9. aloha mama
  10. 涙くんさよなら
  11. いのちの贈りもの

- こども はわいあん （2013年6月26日 徳間ジャパン）
  1. おもちゃのチャチャチャ
  2. やぎさんゆうびん
  3. 南の島のハメハメハ大王
  4. 犬のおまわりさん
  5. とんでったバナナ
  6. アイスクリームのうた
  7. やきいもグーチーパー
  8. 世界中のこどもたちが
  9. 大きな栗の木の下で
  10. アイ・アイ
  11. 大きな古時計
  12. ドラキュラのうた
  13. おなかのへるうた
  14. はじめてのチュウ
  15. WAになっておどろう
  16. おかえりのうた